# Anna Strolenberg
Anna Strolenberg (nascida a 23 de Julho de 1995) é uma política holandesa do Volt. Trabalhou como assessora de imprensa da VluchtelingenWerk Nederland, quando concorreu ao Parlamento Europeu em Junho de 2024 como segunda candidata do Volt. O partido garantiu dois assentos e Strolenberg foi empossada a 16 de Julho.

## Comissões do Parlamento Europeu
- Comissão de Agricultura e Desenvolvimento Rural[4]
- Delegação à Assembleia Parlamentar da União para o Mediterrâneo[4]
- Comissão das Liberdades Civis, Justiça e Assuntos Internos (suplente)[4]
- Comissão dos Direitos da Mulher e da Igualdade de Género (suplente)[4]
- Delegação para as relações com os países do Magrebe e da União do Magrebe Árabe (suplente)[4]